# Juegos Centroamericanos y del Caribe Mar y Playa 2022
Los Juegos Centroamericanos y del Caribe Mar y Playa 2022, oficialmente los I Juegos Centroamericanos y del Caribe Mar y Playa, fue un evento multideportivo internacional que se llevó a cabo en Santa Marta, Colombia del 19 al 26 de noviembre. Fue la primera vez que se realizó este evento. Los juegos fueron supervisados por Centro Caribe Sports (anteriormente ODECABE).

## Participantes
26 naciones y dependencias compitieron en los Juegos de Playa.
A continuación se muestra una lista de todos los participantes. El número de competidores por delegación se indica entre paréntesis.
- Antigua y Barbuda (3)
- Aruba (2)
- Bahamas (12)
- Barbados (38)
- Islas Caimán (6)
- Colombia (98) (anfitrión)
- Costa Rica (16)
- Cuba (14)
- Curazao (7)
- República Dominicana (32)
- El Salvador (26)
- Guadalupe (10)
- Haití (5)
- Jamaica (2)
- Martinica (7)
- México (70)
- Nicaragua (4)
- Panamá (15)
- Puerto Rico (56)
- San Cristóbal y Nieves (2)
- Santa Lucía (4)
- San Vicente y las Granadinas (2)
- Surinam (6)
- Trinidad y Tobago (20)
- Islas Vírgenes de los Estados Unidos (8)
- Venezuela (79)

## Deportes
- Balonmano playa
- Rugby playa (detalles)
- Fútbol playa (detalles)
- Tenis playa
- Voleibol de playa
- Lucha playa
- Natación en aguas abiertas
- Vela
- Monopatinaje
- Surf

## Medallero
| Núm. | País                                 | Oro | Plata | Bronce | Total |
| ---- | ------------------------------------ | --- | ----- | ------ | ----- |
| 1    | Venezuela                            | 11  | 11    | 7      | 29    |
| 2    | Puerto Rico                          | 9   | 4     | 4      | 17    |
| 3    | Colombia                             | 7   | 8     | 5      | 20    |
| 4    | México                               | 5   | 6     | 10     | 21    |
| 5    | El Salvador                          | 2   | 0     | 0      | 2     |
| 6    | Cuba                                 | 1   | 1     | 1      | 3     |
| 7    | República Dominicana                 | 1   | 1     | 1      | 3     |
| 8    | Antigua y Barbuda                    | 1   | 0     | 0      | 1     |
| 9    | Aruba                                | 1   | 0     | 0      | 1     |
| 10   | Panamá                               | 0   | 4     | 2      | 6     |
| 11   | Barbados                             | 0   | 2     | 2      | 4     |
| 12   | Costa Rica                           | 0   | 1     | 1      | 2     |
| 13   | Guadalupe                            | 0   | 0     | 2      | 2     |
| 14   | Islas Vírgenes de los Estados Unidos | 0   | 0     | 2      | 2     |
| 15   | Trinidad y Tobago                    | 0   | 0     | 1      | 1     |